# Pterotocera suidanaria
Pterotocera suidanaria är en fjärilsart som beskrevs av Alphéraky 1883. Pterotocera suidanaria ingår i släktet Pterotocera och familjen mätare. Inga underarter finns listade.